# Włodzimierz Odojewski

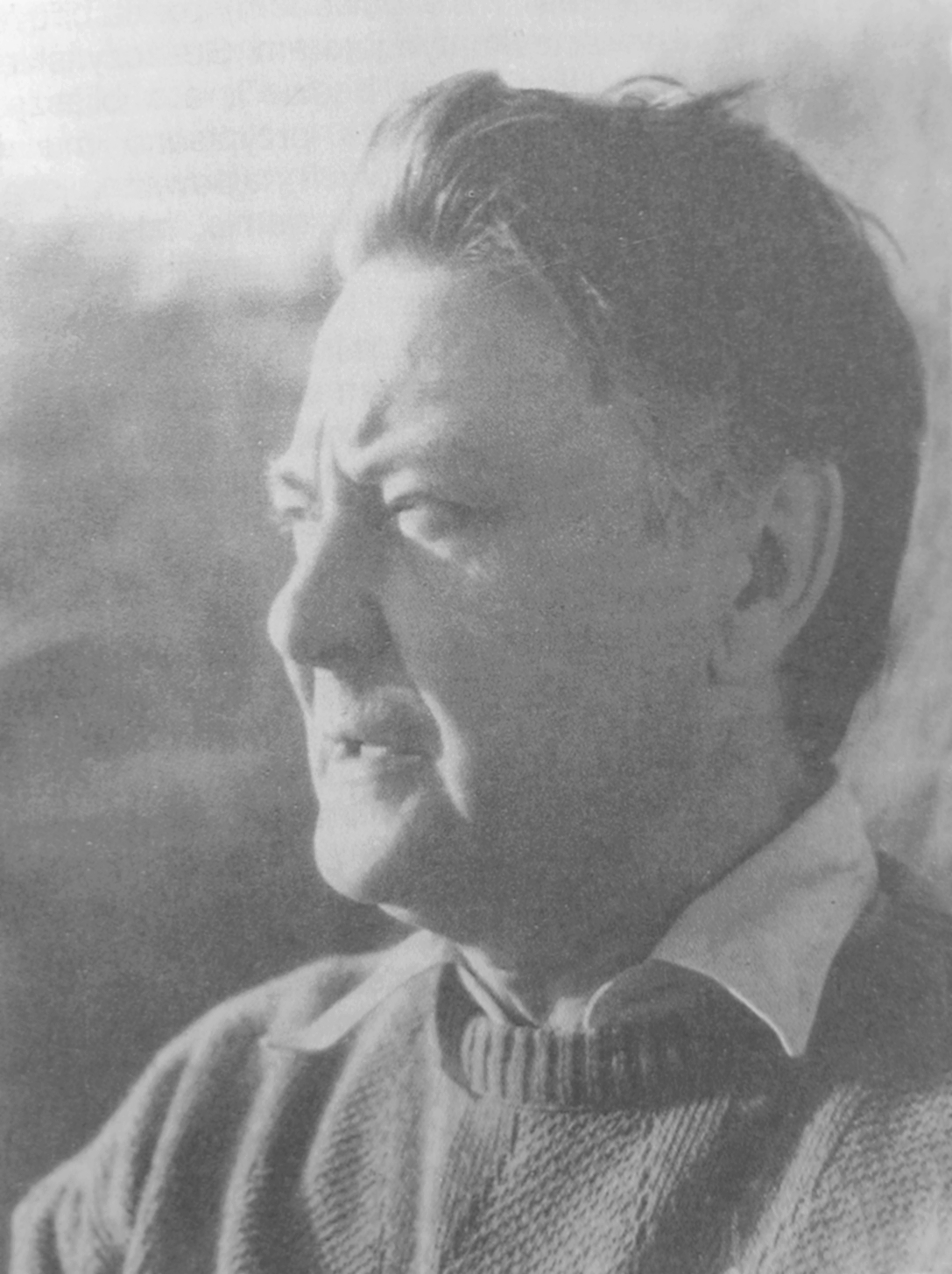
Włodzimierz Odojewski (vor 1994)

Włodzimierz Odojewski (* 14. Juni 1930 in Posen; † 20. Juli 2016 in Piaseczno) war ein polnischer Schriftsteller.

## Leben
Odejewski war der Sohn eines Musikers. Er machte das Abitur in Stettin und studierte anschließend in Posen Wirtschaft und Soziologie. Odojewski debütierte 1951 mit seiner Erzählung Adieu an die Geborgenheit, die im polnischen Radio gelesen wurde. Er war jahrelanger Leiter des Studios Zeitgenössisches Theater des Polnischen Radios, wo auch erste Hörspiele von ihm veröffentlicht wurden. 1968 wurde er nach den März-Unruhen 1968 in Polen aus politischen Gründen aus dem Radio entlassen und emigrierte 1971 nach Paris. Von Paris siedelte er nach München über und wurde Redakteur bei Radio Free Europe. Hier arbeitete er bis zum Jahre 1994 in der Kulturredaktion. 1989 kehrte Odojewski nach Polen zurück und lebte von da an abwechselnd in Warschau und München.

## Werke
In deutscher Sprache sind bisher folgende Werke von Włodzimierz Odojewski erschienen:
- Zwischenreich, 1962
- Adieu an die Geborgenheit, 1966
- Katharina oder alles verwehen wird der Schnee, 1977
- Ein Sommer in Venedig. Roman, Aus dem Polnischen von Barbara Schaefer, SchirmerGraf, München 2007, ISBN 978-3-86555-044-6 (Originaltitel: Sezon w Wenecji).
- Als der Zirkus kam, In der Abenddämmerung. Zwei Geschichten, aus dem Polnischen von Barbara Schaefer, SchirmerGraf, München 2008, ISBN 978-3-86555-055-2 (Originaltitel: Cyrk przyjechal, cyrk odjechal).
- Verdrehte Zeit. Roman. Aus dem Polnischen von Barbara Schaefer, dtv, München 2016, ISBN 978-3-423-28078-5 (Originaltitel: Czas odwrócony).